# Ямаґуті Мамі
Ямаґуті Мамі (яп. 山口 麻美; нар. 13 серпня 1986, Нісі-Токьо, Токіо, Японія) — японська футболістка, нападниця, виступала в збірній Японії.

## Клубна кар'єра
Виступала в клубі «Флорида Стейт Семінолс» у жіночому чемпіонаті США (розігрувався під егідою Національної асоціації студентського спорту), якому допомогла виграти MAC Hermann Trophy у 2007 році. Виступала за «Атланту Біт» (ВПС) у США та за «Умеа», з яким виграла «золотий дубль» у Швеції, а також дійшла до фіналу Кубку чемпіонів УЄФА. Також захищала кольори клубу «Гаммарбю» з жіночого чемпіонату Швеції. Стала першою випускницею «Університет штату Флорида», яка завершила спортивну кар'єру.

## Кар'єра в збірній
Дебютувала в національній збірній Японії 28 липня 2007 року в поєдинку проти збірної США. З 2007 по 2011 рік зіграла 18 матчів та відзначилася 8-а голами у складі національної команди.

## Статистика

### Клубна
| Клуб               | Сезон             | Ліга  | Ліга | Кубок | Кубок | Кубок ліги | Кубок ліги | Континентальні | Континентальні | Загалом | Загалом |
| Клуб               | Сезон             | Матчі | Голи | Матчі | Голи  | Матчі      | Голи       | Матчі          | Голи           | Матчі   | Голи    |
| ------------------ | ----------------- | ----- | ---- | ----- | ----- | ---------- | ---------- | -------------- | -------------- | ------- | ------- |
| Ніппон ТВ Балеза   | 2003              | 18    | 9    |       |       | -          | -          | -              | -              | 18      | 9       |
| Ніппон ТВ Балеза   | 2004              | 7     | 5    |       |       | -          | -          | -              | -              | 7       | 5       |
| Ніппон ТВ Балеза   | Загалом           | 25    | 14   |       |       |            |            | -              | -              | 25      | 14      |
| Умеа               | 2008              | 22    | 3    |       |       | 1          | 1          | 8              | 0              | 32      | 4       |
| Умеа               | 2009              | 22    | 4    |       |       | 1          | 0          | 4              | 0              | 27      | 4       |
| Умеа               | Загалом           |       |      |       |       | -          | -          |                |                | 59      | 8       |
| Атланта Біт        | 2010              | 22    | 1    | -     | -     | -          | -          | -              | -              | 22      | 1       |
| Атланта Біт        | Загалом           | 22    | 1    | -     | -     | -          | -          | -              | -              | 22      | 1       |
| Ніппон ТВ Балеза   | 2010              | 6     | 3    |       |       |            |            | -              | -              | 6       | 3       |
| Ніппон ТВ Балеза   | Загалом           | 6     | 1    | 2     | 2     | -          | -          | -              | -              | 8       | 3       |
| Гаммарбю           | 2011              | 12    | 0    | -     | -     | -          | -          | -              | -              | 12      | 0       |
| Гаммарбю           | Загалом           | 12    | 0    | -     | -     | -          | -          | -              | -              | 5       | 0       |
| Окаяма Юного Белле | 2012              | 8     | 1    | 2     | 3     | 0          | 0          | -              | -              | 10      | 4       |
| Окаяма Юного Белле | Загалом           | 8     | 1    | 2     | 3     | 0          | 0          | -              | -              | 10      | 4       |
| Усього за кар'єру  | Усього за кар'єру |       |      |       |       |            |            |                |                | 129     | 30      |

### У збірній
| національна збірна Японії | національна збірна Японії | національна збірна Японії |
| Рік                       | Матчі                     | Голи                      |
| ------------------------- | ------------------------- | ------------------------- |
| 2007                      | 1                         | 0                         |
| 2008                      | 0                         | 0                         |
| 2009                      | 1                         | 1                         |
| 2010                      | 14                        | 5                         |
| 2011                      | 2                         | 2                         |
| Загалом                   | 18                        | 8                         |

| Голи за збірну | Голи за збірну | Голи за збірну                                           | Голи за збірну | Голи за збірну | Голи за збірну | Голи за збірну                      |
| #              | Дата           | Місце                                                    | Суперник       | Рахунок        | Результат      | Змагання                            |
| -------------- | -------------- | -------------------------------------------------------- | -------------- | -------------- | -------------- | ----------------------------------- |
| 1.             | 1 серпня 2009  | Моріс Беро, Монтаржі, Франція                            | Франція        | 0–4            | 0–4            | Товариський матч                    |
| 2.             | 13 січня 2010  | Естадіо Мунісіпал Франсиско Санчес Румосо, Кокімбо, Чилі | Данія          | 1–0            | 1–0            | Жіночий кубок Бісентеніал 2010      |
| 3.             | 23 січня 2010  | Естадіо Мунісіпал Франсиско Санчес Румосо, Кокімбо, Чилі | Аргентина      | 0–3            | 0–3            | [Жіночий кубок Бісентеніал 2010     |
| 4.             | 13 лютого 2010 | Адзіномото, Тьофу Японія                                 | Південна Корея | 2–0            | 2–1            | Жіночий чемпіонат СХідної Азії 2010 |
| 5.             | 20 травня 2010 | Спортивний центр Ченду, Ченду, Китай                     | М'янма         | 3–0            | 8–0            | Жіночий кубок Азії 2010             |
| 6.             | 20 травня 2010 | Спортивний центр Ченду, Ченду, Китай                     | М'янма         | 6–0            | 8–0            | Жіночий кубок Азії 2010             |
| 7.             | 4 березня 2011 | Мунісіпаль Стедіум, Лагуш, Португалія                    | Фінляндія      | 4–0            | 5–0            | Кубок Алгарве 2011                  |
| 8.             | 4 березня 2011 | Мунісіпаль Стедіум, Лагуш, Португалія                    | Фінляндія      | 5–0            | 5–0            | Кубок Алгарве 2011                  |

## Досягнення
- Чемпіонат Японії
  -  Чемпіон (2): 2002, 2010